# El Peñol (Nariño)
El Peñol est une municipalité située dans le département de Nariño en Colombie.